# 10970 de Zeeuw
10970 de Zeeuw (1079 T-2) là một tiểu hành tinh vành đai chính. Tênd for Tim de Zeeuw (b. 1956) a former director of Leiden Observatory và thuộc Hà Lan Research School for Astronomy (NOVA). He has made substantial contributions to galaxy dynamics và has been awarded an honorary doctorate bởi the Claude Bernard University of Lyon. He is presently the general director thuộc ESO